# Diario del '71 e del '72
Il Diario del '71 e del '72, quinta raccolta poetica di Eugenio Montale, fu pubblicato nel 1973 da Mondadori e contiene novanta componimenti. Il libro non è suddiviso in sezioni, e le poesie si susseguono senza un motivo continuativo determinato.

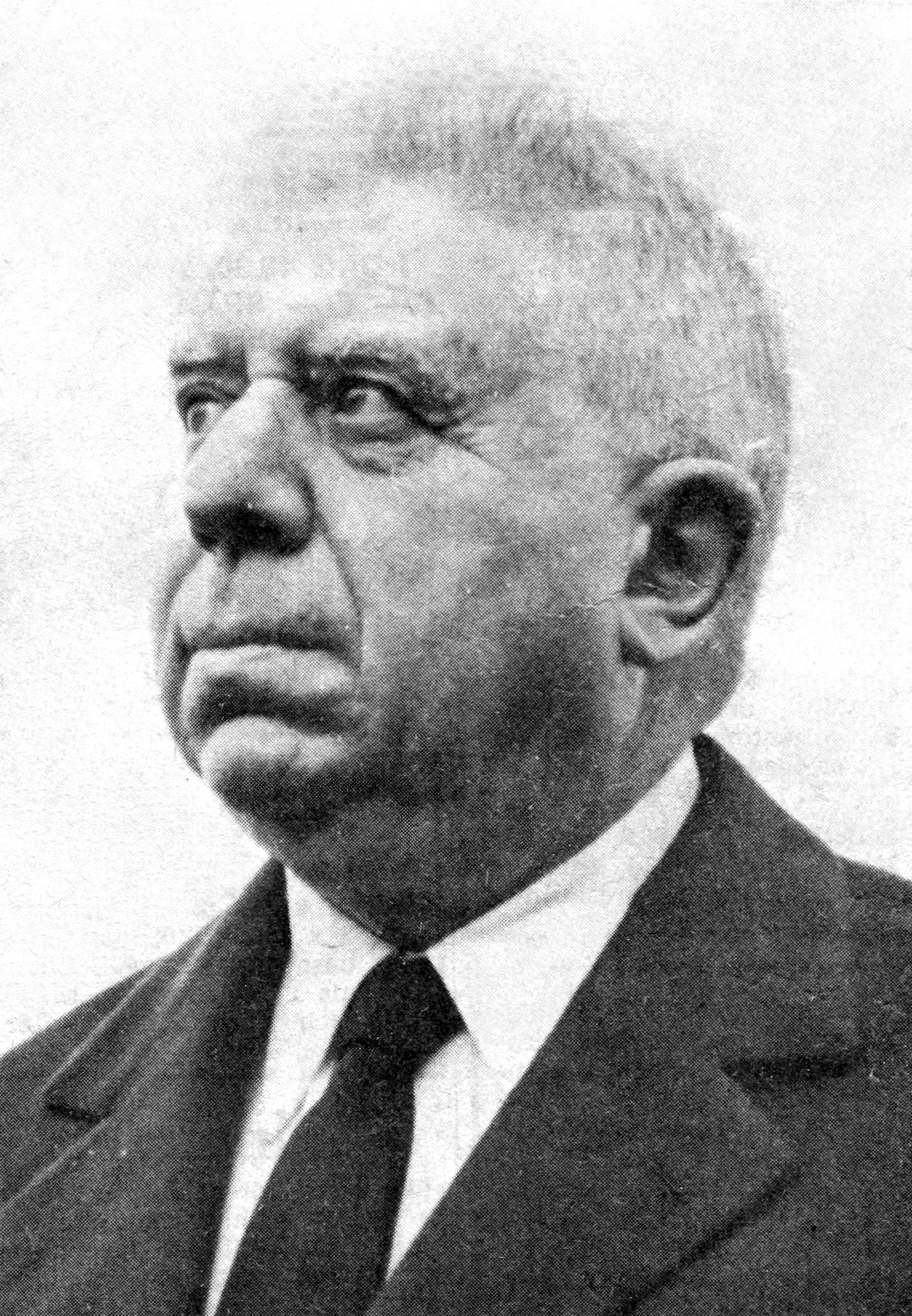
Montale nel 1965

## I temi dell'opera
Montale pubblica il Diario del '71 e del '72 due anni dopo Satura, mentre le raccolte precedenti avevano visto passare tredici-quattordici anni di pausa tra l'una e l'altra. Nel febbraio del 1971 Montale aveva dichiarato: "Non si tratta di intervalli programmati [...]. Non credo sia possibile che appaia un mio quinto libro. Ciò dovrebbe avvenire nel 1985. Non è augurabile né a me né agli altri". Quanto dichiarato in questa autointervista, all'uscita di Satura, non è un depistaggio perché in effetti l'autore, che spesso aveva espresso dubbi sulla prolificità della propria ispirazione, compose il Diario, tranne otto poesie, a partire dalla primavera del '71 e già a fine luglio la prima metà della raccolta (45 poesie), l'intero Diario del '71, era pronta, tanto che Scheiwiller la pubblicò in occasione del Natale dello stesso anno. Anche il Diario del '72 ha una genesi breve, divisa in due tempi: il primo da gennaio a marzo; il secondo, dopo una malattia, da settembre a fine ottobre.
Nel Diario del '71 e del '72, Montale si allontana dal tono polemico che aveva trovato posto già nelle prose degli anni '50 e '60 per poi mostrarsi a pieno in Satura. I temi di cui si compone l'opera spaziano da riflessioni dell'autore sulla poesia stessa (A Leone Traverso, L'arte povera, La mia musa, Il poeta, Per una nona strofa, Le Figure, Asor, A caccia), alla polemica contro l'opportunismo dei suoi tempi, espressa nel genere della lettera in versi (dalle Botta e risposta di Satura a, soprattutto, la Lettera a Malvolio, uno dei componimenti fondamentali dell'opera, polemicamente indirizzato a Pier Paolo Pasolini), i testi che Montale popola di piccoli eventi quotidiani osservati dalla finestra del suo appartamento milanese e quelli di argomento metafisico-teologico. Esistono anche precisi luoghi del Diario che richiamano Satura e la restante produzione del poeta, come dimostra chiaramente soprattutto Annetta, per esempio con la citazione, tra le altre, de La casa dei doganieri.
La poesia di Montale era stata inoltre caratterizzata, fino ad allora, dalla presenza di ispiratrici femminili che rappresentavano occasioni di salvezza per il poeta: Irma Brandeis, definita nelle poesie con il nome Clizia, era stata donna-angelo soprattutto nella quarta sezione della seconda raccolta montaliana, Le occasioni. Poi Mosca, soprannome per Drusilla Tanzi, conosciuta nel 1927 e dal 1962 moglie di Montale; G.B.H., misteriosa figura femminile, impiegata di un'agenzia di viaggi cui è dedicata Trascolorando; Diamantina, identificata da Forti in una ragazza che lavorava da un gioielliere romano. Queste figure femminili, nel Diario, sono presenti in poche poesie. Nessuna di queste donne, tantomeno la domestica Gina, presente in diverse poesie del Diario, ha la forza per riscattare una realtà negativa, così come si presenta agli occhi del vecchio poeta dal chiuso della sua solitudine.

## Struttura
Il titolo, oltre a testimoniare la simpatia del poeta per un genere che già in gioventù aveva attirato il suo interesse, testimonia la volontà di presentare l'opera come una serie di annotazioni sparse, che possono nascere sia da movimenti interiori e riflessioni maturate in solitudine, sia da avvenimenti esterni (si veda, ad esempio, Rosso su rosso). La serie di rimandi e di connessioni tra una sezione e l'altra è stata costruita a posteriori, mediante lo spostamento dell'ordine dei componimenti: per esempio p.p.c. chiude la prima sezione anche se non è l'ultimo testo composto nel '71.

## La critica
Una bipartizione netta tra le prime tre raccolte e le ultime quattro non renderebbe conto della continuità che fa dell'opera poetica montaliana un percorso in sé completo, in cui diverse zone dialogano e si richiamano tra loro anche a distanza di decenni. Il punto di vista qui assunto è limitato ad una raccolta, senza dimenticare che anche per le ultime quattro raccolte, restringendo il campo di osservazione rispetto al complessivo che le prende in considerazione tutte, si possono indicare tratti comuni. Ecco un piccolo quadro di alcune letture critiche dedicate anche al Diario del '71 e del '72.
Per parlare ancora ai suoi contemporanei, Montale capisce che il suo stile deve cambiare, e trova nella poesia satirica il tono che meglio rappresenta la nuova stagione. Nel '71, in un'intervista per l'uscita di Satura, il poeta aveva dichiarato:
«La mia voce di un tempo – si può sempre paragonare la poesia a una voce – era una voce, per quanto nessuno l'abbia detto, un po' ancora ore rotundo diciamo così; anzi dissero che era addirittura molto prosastica, ma non è vero, riletta ora credo che non risulti tale. La nuova invece si arricchisce molto di armoniche e le distribuisce nel corpo della composizione. Questo è stato fatto in gran parte inconsciamente; poi, quando ho avuto alcuni esempi, diciamo, di me stesso, allora può darsi che io abbia seguìto degli insegnamenti che io mi ero dato. Ma all'inizio no, è stata veramente una cosa spontanea».
Nelle prime tre raccolte Montale aveva utilizzato un linguaggio a volte criptico, con molte allusioni. A partire da Satura, le sue poesie diventano più facilmente comprensibili anche per un lettore che non conosca l'evento biografico che sta dietro il testo poetico.

### Lingua dell'uomo e lingua di Dio
Angelo Jacomuzzi ha parlato di "elogio della balbuzie", in riferimento alla fase della poesia montaliana iniziata con Satura. Con questa definizione ha voluto sottolineare una residua fiducia del poeta nel ruolo della poesia, nonostante, in apparenza, una svalutazione di questo ruolo ed una svalutazione di Montale stesso.
La poesia sopravvive in un poeta che registra una diffusa perdita di valori e annota la sua (della poesia) perdita di significato. Non denuncia perché non sono più i tempi di una polemica per cui ci vorrebbe una forza che Montale sembra non avere.
Fin dai primi componimenti, Montale aveva frequentato il polo opposto a quello dei poeti laureati che hanno sempre la risposta pronta. Il suo è un "ritmo stento", che, negli Ossi, viene assunto come programma anche formale. Fino a La bufera e altro, il positivo di Montale sta nella negazione delle formule definitive; può coglierlo chi si eleva dalla massa grazie al barlume che scaturisce dall'angelo-donna, fonte di salvezza. Non è difficile scegliere da che parte stare perché l'ossimoro non è ancora permanente ("Ma dopo che le stalle si vuotarono / l'onore e l'indecenza stretti in un solo patto / fondarono l'ossimoro permanente / e non fu più questione / di fughe e di ripari.", da Lettera a Malvolio), il positivo ed il negativo sono nettamente divisi. Con Satura, ed in particolare con un componimento come Incespicare, si rende palese la necessità del "balbo parlare": "Incespicare, incepparsi / è necessario / per destare la lingua / dal suo torpore. / Ma la balbuzie non basta / e se anche fa meno rumore / è guasta lei pure. Così / bisogna rassegnarsi / a un mezzo parlare". Secondo Jacomuzzi, se la lingua di Dio è un parlare per intero e l'essere umano tenta, talvolta, di imitarlo, sempre fallendo, al poeta non resta che un parlare a metà, unico modo per arrivare alla conoscenza. La poesia sta tra la lingua di Dio ed il polo opposto, il silenzio assoluto e rendersene conto è un passo avanti che i poeti devono compiere. Il giovane Montale non aveva accettato l'impotenza della lingua; negli anni '60 e '70 polemizza invece con chi non accetta questa impotenza.
Ora che "il vero e il falso sono il retto e il verso / della stessa medaglia", che non si contrappone più nessuna presenza miracolosa, nessun anello che non tiene alla confusione babelica dei linguaggi, non resta che risvegliare dal suo torpore le astuzie della lingua, quella lingua che per Montale diventa un'arma.

### Prosa e poesia nell'ultimo Montale
Alberto Casadei si è invece soffermato sugli apporti delle prose montaliane degli anni '50 e '60 alle ultime raccolte poetiche ed ha notato come, soprattutto quando Montale si fa polemico, prosa (articoli apparsi sui giornali e riuniti in Auto da fè ed in Trentadue variazioni) e poesia si avvicinano molto, mentre la poesia mantiene una certa autonomia retorica nell'elaborazione di ricordi o di riflessioni personali. Lo stesso poeta aveva dichiarato: "Oggi la differenza tra la prosa e la poesia si coglie con lo sguardo, non con l'orecchio. Trascrivendo in senso verticale un articolo di Libero Lenti [economista, condirettore di "24 Ore"] si potrebbe ottenerne un'accettabile 'poesia'". Insomma, una poesia che non si differenzia musicalmente dalla prosa, che conserva l'autonomia di una scansione in versi, ma le cui parole "si adagiano sul retro / delle fatture", ritornando così a quell'arte povera e apparentemente svalutata che è manifesto dell'ultimo Montale.
Quest'arte povera procede per moduli quasi automatici, almeno quando si tratta di componimenti che mettono in ridicolo ideologie lontane dal vecchio poeta o di quelli che si concentrano su motivi metafisico-teologici, spesso condotti per mezzo di formule impersonali, frasi fatte, quasi che queste formule siano state un ritornello interiore molto frequente in quegli anni. Tra poesia e prosa circolano materiali retorici adatti a manifestare quello stile "comico" che è lo sfondo, seppure tra escursioni verso l'aulico, via via più rare, della poesia di Montale da Satura in poi. Quindi, da una parte, giochi di parole che dalle prose transitano nella poesia, dall'altra uno schema compositivo che spesso si ripete uguale e che consta di quattro momenti: presentazione di un'opinione diffusa; posizione del poeta; deduzioni e controdeduzioni; conclusione paradossale o polemica.
Il "comico" di Montale, sempre secondo Casadei, rende l'ideologia espressa negli articoli di giornale qualcosa che si può leggere in modo verticale. Non essendo lo stile satirico adottato in tutti i testi del dopoguerra (non ve ne è traccia in Fuori di casa né nella Farfalla di Dinard), si può dire che si tratta di una scelta elaborata soprattutto poco dopo la metà degli anni '60 per esprimere posizioni polemiche, da Satura ai Diari. A Montale, fin da Satura, è chiaro che non è più possibile praticare una poesia che guarda al sublime, perché sono cambiati i tempi; l'arte è un'arte di massa. Il Vecchio si pone come demistificatore del nuovo linguaggio, dell'ossimoro permanente, e lo fa adottando quel linguaggio, mettendosi sul piano dei suoi "antagonisti".
Nonostante il rinchiudersi in se stesso, il progressivo chiudersi nel proprio appartamento per osservare il mondo monologando tra sé e sé, la poesia dei Diari è ancora, come ha detto Andrea Zanzotto, un "invito a non demordere".
Il poeta, per l'ultimo Montale, non è colui che deve chiedere "di più" alla grande arte, ma è colui a cui è rimasto appena uno spiraglio, "ad ammonire che qualcosa, forse, "fu"".

### L'influenza dannunziana
Gli studi di Antonio Zollino hanno invece dimostrato come, oltre il conclamato avvicinamento alla lingua dell'uso, si conservino anche nel Diario del '71 e del '72 usi letterari che guardano alla tradizione. Montale, insomma, occulta riferimenti (costanti, secondo Zollino, in tutte le sue opere quelli a Gabriele D'Annunzio) che testimoniano un non completo svilimento del discorso poetico, che pure si manifesta con un'esibita noncuranza.

### L'ultimo Montale e la satira
Sulla fase della poesia montaliana che inizia con Satura ha scritto anche Guido Mazzoni, sottolineando la sorpresa di coloro che si trovarono di fronte, con Satura, ad un "borbottio moraleggiante" da parte di un poeta che, fino ad allora, aveva portato avanti un'idea di grande stile nella lirica moderna. Mazzoni riconosce nelle prime tre raccolte, Ossi di seppia, Le occasioni e La bufera e altro, la fase maggiore della poesia montaliana, quella che "aveva costituito un modello di lirismo tragico e moderno per almeno due generazioni di poeti italiani". La prima poesia di Montale faceva entrare la prosa in poesia senza degradare la forma, anzi conservando una forma molto elaborata.
Con la società di massa del dopoguerra veniva a mancare, però, un pubblico ricettivo; la poesia di alto stile finiva per circolare solo tra gli addetti ai lavori. Montale capì che veniva meno il mandato sociale dell'intellettuale, che l'uomo borghese preferiva stare davanti alla televisione ed avere a che fare con prodotti culturali di basso livello. Negli anni '60 e '70 Montale sembra, la maggior parte delle volte, accettare questo degrado senza opporre resistenza. Questa rassegnazione, che Mazzoni evidenzia, si riflette in una poesia che vuole parlare al mondo moderno diventando molto inclusiva, cioè immettendo il linguaggio degli articoli di giornale (dello stesso Montale) in poesia e aprendosi alla satira in versi. I modelli di questa nuova direzione intrapresa dal vecchio poeta sono Vittorio Sereni, Andrea Zanzotto e Nelo Risi, tre poeti più giovani di lui. In particolare da Risi verrebbero molte caratteristiche dello stile del Diario e più in generale delle ultime raccolte di Montale.
Inoltre, le raccolte di Risi mettevano in poesia temi cui Montale aveva riservato posto solo negli articoli di giornale: "il grigiore o l'orrore della nostra epoca, il sistema delle comunicazioni, la precarietà della poesia e di ogni parola che aspiri a una verità, la diffidenza per il ribellismo borghese". Erano un modello anche per la ripetizione di strutture anaforiche, per il riutilizzo parodico di slogan e soprattutto suggerirono a Montale come organizzare un componimento attorno "ad un'opinione o ad una frase fatta, ad una citazione, ad un 'dicono' iniziale".
Montale, insomma, prese ispirazione anche da Risi e dall'antologia Poesia satirica dell'Italia d'oggi per conservare, nelle sue poesie, un'ispirazione degna dello stile passato, di fronte a un tempo che non sembrava lasciare spazio al grande stile.
Secondo Mazzoni, Satura e il Diario rappresentano una fase minore della poesia montaliana, perché non sono altro che la testimonianza di una sconfitta. Dalla quarta raccolta in poi la poesia di Montale è una raccolta di detriti provenienti dallo scontro tra mondo poetico e realtà, al contrario delle opere di Sereni e Zanzotto, che invece metterebbero in scena questo conflitto criticando da una parte "la brutalità del mondo", dall'altra "la separatezza, l'astrattezza e l'elitismo dei valori che i poeti intendevano preservare".
Montale, invece, si sarebbe messo a parte rispetto a questo conflitto, limitandosi, conclude Mazzoni, a rimpiangere il grande stile senza trovare soluzioni, ma assumendo un tono neocrepuscolare, lui che, con le prime tre raccolte, "aveva oltrepassato il crepuscolarismo per fondare un grande stile moderno".

### La fine del romanzo mitologico
Gilberto Lonardi si è concentrato su questi versi, peculiari come pochi altri del vecchio poeta: «ora so / che volante o pedestre, stasi o moto / in nulla differiscono». Si trovano in Presto o tardi, prima poesia del Diario del '72; sono un esempio di ossimoro del quale è inutile distinguere i poli perché «in nulla differiscono», ma soprattutto è il poeta a sapere ciò, non una trasfigurazione femminile, come nelle prime raccolte, che lo rende consapevole del «puerile inganno». Inganno è tutto ciò che sta al di qua del varco della prima maniera montaliana, secondo Lonardi: è ciò di cui fa esperienza la «razza di chi rimane a terra», cui Montale sente di appartenere. Chi non rimane a terra è Clizia, e con lei le altre ispiratrici dai tratti sovrumani. «All'eroe pedestre e terricolo, mare, tempesta (…) luce-lampo-folgore sono irrimediabilmente ostili, gli è possibile non accedervi ma “assistere” solo con il magico o mitico tramite della donna-dea».
Ci sono molte riprese di miti, come quello del filo di Arianna ne La casa dei doganieri, che rappresentano la distanza del poeta dal varco, fonte di salvezza, indicato dalla donna che di volta in volta è immagine del mito (nel caso in questione si tratta di Annetta). Montale rimane a terra, rimane distante dalla consapevolezza delle sue interlocutrici finché questa consapevolezza non gli è donata, estremo dono, dalla Mosca negli Xenia. È lì che, secondo il critico, avviene il passaggio di consegne tra l'insetto che «sa in modo parodico, deregalizzato, antimitologico» e «contrappone alla salvezza eventica, o tale soprattutto, dell'angelicata, intensa quanto momentanea, una salvezza "esperienziale" e durativa» e il poeta che, finalmente, sa, si rende conto della «paradossale verità» dell'ossimoro, del suo negativo ma anche del suo positivo, quando c'è, per un attimo, detto a mezza voce ma comunque detto. La Mosca avvicina quella salvezza che le altre donne concedevano per attimi, dissolve il romanzo mitologico, mentre la poesia del Vecchio si apre, piuttosto, al ricordo delle amicizie di un tempo o al ritorno del fantasma di Annetta.

### Una tenace resistenza
Franco Croce muove prima una critica a chi ancora, al momento del suo intervento (1982), non operava una distinzione netta tra il Montale di Satura ed il Montale successivo, finendo col dare giudizi complessivi che sarebbe stato meglio indirizzare verso una zona precisa della produzione tarda o non riconoscendo singoli notevoli esiti che si elevano sul resto delle poesie. In particolare, l'analisi di questo interprete prende in considerazione le tre Botta e risposta, la Lettera a Malvolio e L'angelo nero. Secondo Croce sono due i fondamentali poli che fanno da sfondo a queste poesie: da un lato Montale rappresenta la deiezione, «lo spargersi di uno sterco pallido sul mondo, che contamina tutto»; d'altra parte, però, «si tenta una disperata esplorazione» oltre le stalle di Augia, mito richiamato nella prima Botta e risposta. Dalle tre Botta e risposta emerge un Montale che non si arrende, che non si rifugia in una torre d'avorio o privilegia la solitudine del poeta celebrato che vuole per sé la gloria anche oltre la morte che può dare la poesia, ma attraversa lo «scetticismo alla ricerca di una moralità nonostante tutto». Se in Satura questa ricerca non si ancora ad eventi di cronaca apertamente chiamati in causa, nella Lettera a Malvolio, componimento del Diario che secondo Croce è una sorta di quarta Botta e risposta, Montale si cala maggiormente nel presente, nel momento storico senza mediazioni mitiche come le stalle di Augia e fronteggia lo “schieramento avverso” per «dire non dare forza».
Il varco o quel che ne resta va ricercato, con Satura e le raccolte successive, nel vuoto che ci circonda: abbandonato l'”ore rotundo”, resta uno sguardo retrospettivo ai fantasmi, alle apparizioni del passato e, insieme ad esso, una capacità, apparentemente incerta, instabile, espressa per ossimori, di trovare il pieno nel vuoto, la forza nella debolezza della vecchiaia, circondata da poeti contestatori che saliranno in cattedra.

## Lingua e metrica
Il Diario, riprendendo la linea inaugurata con Satura, presenta una forte escursione, un forte plurilinguismo. Vi si trovano termini che si riferiscono ad oggetti quotidiani che non avevano mai avuto, precedentemente, dignità poetica. Frequenti anche i prestiti dall'inglese, termini provenienti dalle scienze umane ed espressioni fatte di provenienza latina. Non mancano, inoltre, parole letterarie e arcaiche, spesso messe in evidente contrasto con termini volutamente bassi.
I metri utilizzati in quest'opera sono diversi da quelli di Satura, che davano a certi componimenti l'andamento di una filastrocca: troviamo ad esempio il verso alessandrino ed il doppio settenario. Più che rime, troviamo richiami fonici all'interno dei componimenti.

## La polemica contro Pasolini
Il componimento-chiave "Lettera a Malvolio" rappresenta l'apice di una antipatia contro coloro che "fondarono l'ossimoro permanente", ovvero contro coloro che hanno cercato di trarre beneficio, anche economico, dalla situazione venutasi a creare dopo che "le stalle si vuotarono", ovvero dopo la fine del fascismo, momento in cui bene e male, dice Montale, si sono mescolati ed è diventato più difficile opporre la propria posizione a quella di chi ha mescolato "materialismo storico e pauperismo evangelico, / pornografia e riscatto".
Già nel 1946 Montale affidava ad un personaggio immaginario di nome Menalco delle astuzie che gli consentivano di mescolare tutto ed il contrario di tutto, allo scopo di trarne possibili vantaggi. È poi dai primi anni '60 che il poeta identifica questo personaggio in Pier Paolo Pasolini, ed il componimento del Diario in questione diventa una difesa-attacco esplicita, a seguito delle parole che Pasolini aveva scritto su Nuovi Argomenti nel 1971, stroncando con decisione Satura, che sarebbe nient'altro che "un pamphlet antimarxista [...] tutto fondato sulla naturalezza del potere".
L'unica modo per combattere l'ossimoro permanente è opporgli la consapevolezza che al poeta, all'idea della poesia che Montale ha nei suoi ultimi anni, non resta che "dire / forza a qualcuno". Resta cioè una posizione intermedia, che non è azione ma non è nemmeno immobilità e si distingue comunque da chi "rifiuta / le distanze e s'affretta come fai tu, Malvolio".

## La metapoesia del Diario
La raccolta si apre con un componimento diviso in due parti, A Leone Traverso, dedicato ad uno scrittore, docente universitario e traduttore, appunto Leone Traverso, amico di Montale. Nella prima parte i versi sono focalizzati su Leone, «intarmolito / sì, ma rapito sempre e poi bruciato dalla vita», ovvero "intarmolito" dai polverosi volumi cui si è dedicato per una vita senza che ciò impedisse un'esistenza piena. Nella seconda parte emerge l'io di Montale, che in nove versi dipinge un quadro della propria esistenza da poeta, all'insegna della negatività e della autosvalutazione, perché, ormai vecchio, «la musica / sempre più s'allontana». La poesia, un'«indiavolata» che «gioca a nascondino», non si lascia acciuffare né da chi tenta la strada dell'avanguardia («non vale lasciarsi andare sulla corrente / come il neoterista Goethe sperimentò») né da chi invecchia su «muffiti in-folio». «La poesia è un "hellish fly", un volo, ed un volo infernale: ma, tale, soltanto prima che essa, afferrata dalla mano dell'uomo, si dissecchi nella cenere del ricordo e di quel ricordo per eccellenza che è la forma poetica». La poesia di Montale, piuttosto, somiglia all'arte povera, alla pittura che lo stesso poeta ha frequentato fin da giovane e che diventa argomento di uno dei primi testi della raccolta, L'arte povera. La pittura (e la poesia) di Montale non ha mai ambito alla «pittura / da cavalletto» che «costa sacrifizi a chi la fa ed è sempre un sovrappiù / per chi la compra e non sa dove appenderla», è un'arte che, esercitata su supporti deperibili, con materiali poveri, ha rappresentato, per anni, solo «ròccoli / con uccelli insaccati». La voce del poeta, come quella di un pittore “per caso”, è altrettanto povera, altrettanto lontana da quella di poeti che dipingono grandi quadri e ne vengono lodati e si è alimentata del contatto con il «tutto (…) inconsapevole» che è stata la Mosca per il nulla che dice di essere Montale. Ne viene fuori un autoritratto che autosvaluta, che mostra un Montale in cui vive solo una parte di una natura ambivalente, quella negativa.
Un importante testo, La mia musa, continua la riflessione metapoetica:
La mia Musa è lontana: si direbbe

(è il pensiero dei più) che mai sia esistita.

Se pure una ne fu, indossa i panni dello spaventacchio

alzato a malapena su una scacchiera di viti.

Sventola come può; ha resistito a monsoni

restando ritta, solo un po' ingobbita.

Se il vento cala sa agitarsi ancora

quasi a dirmi cammina non temere,

finché potrò vederti ti darò vita.

La mia Musa ha lasciato da tempo un ripostiglio

di sartoria teatrale; ed era d'alto bordo

chi di lei si vestiva. Un giorno fu riempita

di me e ne andò fiera. Ora ha ancora una manica

e con quella dirige un suo quartetto

di cannucce. È la sola musica che sopporto.
Poesia della prima parte della raccolta, è stata oggetto di un ampio studio di Lonardi, che ha sottolineato la «disposizione del dormiveglia» che guida Montale nello scriverla e nello scrivere molti dei testi della vecchiaia. Ovvero, il poeta fingerebbe di trovarsi in uno stato di semi-incoscienza, in un «crepuscolo biologicamente reale, poeticamente fittizio» attraverso il quale «fa passare la sua filosofia del paradosso, del rifiuto del principio (…) di non contraddizione». Riprendendo il topos dell'invocazione alla Musa, di cui Montale avrà trovato esempi nel Blake di To the Muses (poi tradotto) e in due Fleurs du Mal di Baudelaire, il poeta abbandona l'invocazione limitandosi alla constatazione di ciò che la sua Musa è stata, se è stata. Gli esempi citati vengono ripresi da Montale in quanto modello di questa enunciazione, che è enunciazione di una Musa che affianca il poeta e gli dà forza, sul modello dantesco. A questa figura ispiratrice non è rimasto che dirigere un «quartetto di cannucce»: fa musica, quella musica che nella poesia A Leone Traverso «sempre più s'allontana», e con essa riesce a dare vita. Lonardi vede anche, nella Musa, una Madre (non a caso dà vita al poeta), il sostegno imprescindibile a cui è stata legata la prima poesia montaliana: il poeta sarebbe stato «abbandonato dalla prima Madre come dalla sua prima Poesia, ma per trovarne o ritrovarne un'altra, pezzente e fiera, straccio e segno d'amore, emanazione e richiamo d'Averno ma anche ultimo Angelo incitatore». Montale, insomma, con gli strumenti che ancora ha a disposizione, forniti dalla Musa, porta avanti il suo discorso poetico, ascolta l'unica fioca, labile musica che sopporta. Per la chiusa occorre ricordare il richiamo ad una poesia del Diario d'Algeria di Vittorio Sereni: «Questa è la musica ora: / delle tende che sbattono sui pali. / Non è musica d'angeli, è la mia / sola musica e mi basta».
I testi che riflettono, con l'utilizzo di espressioni impersonali, sul ruolo della poesia per l'ultimo Montale, contano anche le due brevi strofe, per un totale di nove versi, che compongono Il poeta. L'arcaico verbo “buccinare”, usato impersonalmente, apre la prima strofa secondo un metodo collaudato fin da Satura, che Montale, come abbiamo già accennato, riprenderebbe da Nelo Risi. Il tono ironico qui utilizzato non manca di mettere in evidenza, attraverso il gioco etimologico tra «deputante» e «deputato», che, a dispetto di quel che si dice, il deputante «pure qualcosa stringe tra le dita». Chiamato a scegliere «tra due vite separate / e intersecanti mai», il poeta non ha scelto, si è affidato al Caso che talvolta valuta per noi meglio di noi stessi. La scelta a cui il poeta è chiamato potrebbe essere quella di una vita d'impegno o, al contrario, di una, totalmente separata dal mondo, di disimpegno e rifugio in se stessi. Montale qui non giudica, ma dice soltanto che può darsi anche una scelta in negativo, una non-scelta, una «fuga immobile». L'ironia, ma un'ironia molto più accentuata, è presente anche in Figure, altro breve testo scritto nel '72, in cui viene preso di mira un poeta che si compiace delle proprie figure retoriche a tal punto da finire in una voragine che ha aperto il proprio poema. Un poema, quindi un simbolo di Poesia con la maiuscola, da cui l'ultimo Montale è molto distante e lo è stato anche quando la sua poesia non rinunciava ad un tono alto, ad una voce piena. Il poeta qui raffigurato viene scagliato «nella cantina dove / si mettono le trappole per i tropi», con evidente paronomasia tra "tropi" e "topi" che, secondo Ricci, «sottintende (…) l'equivalenza istituita all'altezza di Satura tra la "poesia" e la "fogna", cioè tra il bene e il male (…) congiunti senza possibilità di riscatto».

### Montale e la critica militante
Un giudizio su cosa sia la poesia, che, più che essere qualcosa, «sta come una pietra / o un granello di sabbia», in equilibrio precario, è quello che Montale esprime in Asor, facendolo precedere da una risposta polemica ad un'accusa di «privatismo» rivoltagli dal critico militante Asor Rosa. In realtà non è certo quale sia lo spunto che innesca la risposta montaliana. Il titolo non lascia dubbi sul destinatario e mette relativamente in secondo piano la definizione della poesia. Certo è che Montale, più volte nel corso di quegli anni, si era espresso sulla cosiddetta “critica militante”. Vediamo un paio di esempi:
«Oggi si cerca nell'opera d'arte la rispondenza a un bisogno del momento, un bisogno che è poi scoperto e alimentato dall'industria e dalla pubblicità (…) opere di tal genere colmano lacune, tappano buchi e a lungo andare si può dire che una storia letteraria vada formandosi a tozzi e bocconi: non una vera storia, s'intende, bensì un grande repertorio di notizie. Difficilissima (…) la posizione dei critici militanti, che non hanno più un'idea e un metodo in comune. Messi dinanzi a una “produzione” mediocre, essi sono obbligati a farsi leggere tra le righe e da ultimo si scoraggiano e perdono ogni fiducia nel loro meccanico compito. Il critico “militante” è però un'invenzione piuttosto moderna. Potrebbe scomparire senza troppi danni».
«Si ha un bel dire che il critico-guida, il critico-maestro non esiste più; esiste in suo luogo il critico che proviene dalla poesia militante, e che avendola poi abbandonata o accantonata per ragioni varie (la dilagante concorrenza, il tepore dell'interesse destato), si trasforma in critico non meno militante e fa sfoggio di una cultura che sbalordisce chi non sappia che la consultazione di una decina di riviste internazionali può fornire un cervello prensile di un cumulo di informazioni tali da lasciare a bocca aperta gli anziani e i maestri di ieri».
Al critico Asor Rosa, alla sua implicita richiesta di un impegno, Montale risponde sostenendo che «la poesia non è fatta per nessuno, / non per altri e nemmeno per chi la scrive», esiste come una pietra, come un elemento qualsiasi del paesaggio e finirà quando finirà «tutto il resto».

## Edizioni
- Diario del '71 e del '72, Collana Lo Specchio: i poeti del nostro tempo, Mondadori, Milano, I ed. 1973.
- in L'opera in versi, edizione critica a cura di Rosanna Bettarini e Gianfranco Contini, Collana I Millenni, Einaudi, Torino, 1980-1981.
- Diario del '71 e del '72, a cura di Massimo Gezzi, saggio di Angelo Jacomuzzi, scritto di Andrea Zanzotto, Collana Oscar poesia del Novecento n.79, Milano, Mondadori, 2010, ISBN 978-88-046-0235-4..
- Diario del '71 e del '72, edizione commentata da Massimo Gezzi, con scritti di Angelo Jacomuzzi e Andrea Zanzotto, Collana Lo Specchio, Milano, Mondadori, 2020, ISBN 978-88-047-3025-5.